# Agnes Hammer
Agnes Hammer (* 31. März 1970 in Kirchen (Sieg)) ist eine deutsche Schriftstellerin.
Sie wuchs zusammen mit fünf Geschwistern im Westerwald auf. Nach dem Abitur am Gymnasium der Zisterzienserabtei Marienstatt studierte sie Germanistik und Philosophie in Köln. Seit 1998 arbeitet sie in Düsseldorf mit als sozial benachteiligt eingestuften Jugendlichen in einem Berufsbildungszentrum.

## Werke
- Ich blogg dich weg! Jugendroman. Loewe Verlag, Bindlach März 2013, ISBN 978-3-7855-7706-6.
- Bewegliche Ziele Jugendroman. Loewe Verlag, Bindlach 2008, ISBN 978-3-7855-6475-2.
- Herz, klopf! Psychothriller. Verlag script5, Bindlach 2009, ISBN 978-3-8390-0104-2.
- Dorfbeben Thriller. Verlag script5, Bindlach 2010, ISBN 978-3-8390-0119-6.
- Nacht, komm! Thriller. Verlag script5, Bindlach 2011, ISBN 978-3-8390-0125-7.
- Regionalexpress Thriller. Verlag script5, Bindlach 2012, ISBN 978-3-8390-0130-1.
- Nächster Halt: Dschihad. Loewe Verlag, 2016, ISBN 978-3-7855-8304-3.

## Auszeichnungen
- 2010: Kranichsteiner Jugendliteratur-Stipendium des Deutschen Literaturfonds und des Arbeitskreises für Jugendliteratur für Herz, klopf!
- 2011: Preisträgerin des Kurd-Laßwitz-Stipendiums